# Ursula Buschhornová
Ursula Buschhornová, nepřechýleně Ursula Buschhorn (* 16. května 1969 Palo Alto, Kalifornie, USA) je německá herečka.

## Život
Narodila se 16. května 1969 v Palo Alto, v Kalifornii, v USA. Její matka je lékařka Jutta Buschhornová a její otec byl fyzik Gerd Buschhorn (1934–2010). Její otec rok pracoval na Stanfordově univerzitě. Po návratu rodičů do Německa vyrůstala v Mnichově. V deseti letech s rodiči odjela na rok a půl do USA, protože její matka měla zajímavou nabídku. Pak se vrátili do Mnichova. Její sestra byla pediatrička Ulrike Tiemannová, rozená Buschhornová († 2010).
Vystudovala herectví na Státní akademii múzických umění ve Stuttgartu (1988–1992).
Po několika angažmá ve Frankfurtském divadle, Státním divadle Wuppertal a divadle Wilhelma Theater ve Stuttgartu, hrála v roce 1994 ve filmu Krvavá stopa. V letech 1994–1996 hrála hlavní roli (Dr. Anna Sanwaldt-Hängsberg) v ZDF seriálu Alle Meine Töchter. Od té doby se pravidelně objevuje v německé televizi. V letech 2008–2012 hrála hlavní roli (Dr. Katharina Hauser) v seriálu Šimpanz Charly (Unser Charly). Od srpna 2011 hraje hlavní roli (Anna Schöller) v seriálu televize ARD Rodina doktora Kleista (Familie Dr. Kleist).
V roce 2001 hrála v německém seriálu Kobra 11 v posledních dvou epizodách 6. série Stíny minulosti a Rozloučení Elenu Krügerovou, životní lásku vrchního komisaře Toma Kranicha (René Steinke). Elena otěhotněla a s Tomem plánovali svatbu. V epizodě Rozloučení je ale těhotná Elena zavražděna.
V roce 2003 získala ocenění za herecký výkon v krátkém filmu Kunstgriff na španělském Mezinárodním filmovém festivalu v katalánské Badaloně.
Je velvyslankyně SOS dětských vesniček.
Mluví německy (mateřský jazyk), anglicky (plynně) a bavorsky.
Měří 172 cm, má tmavě blond vlasy a modré oči.
Jejími koníčky je hra na klavír, potápění a lyžování.
Má dceru Paulu (* 2005). Je matka samoživitelka. S dcerou žije[kdy?] v Mnichově.

## Filmografie
- 1996: Die Drei von der Tankstelle
- 1997: Have a great day, Diplomfilm / FHH München
- 2002: Kunstgriff, Kurzfilm
- 2003: Die Nacht davor, Kurzfilm
- 2008: Hotel Meina

## Televize (výběr)
- 1994: Krvavá stopa (Blutige Spur)
- 1994–1996: Alle meine Töchter
- 1995: Inseln im Wind
- 1995: Se zavázanýma očima (Mit verbundenen Augen)
- 1996: Schwurgericht
- 1996: Stalo se za bílého dne (Es geschah am hellichten Tag)
- 1997: Der Mordsfilm (epizoda: Unschuldig verbrannt)
- 1997: Virus X – Der Atem des Todes
- 1997: Die drei Mädels von der Tankstelle
- 1997: Srdeční záležitosti (Herzflimmern (dvojdílný))
- 1997–1999: Gegen den Wind
- 1998: Ein starkes Team (epizoda: Braunauge)
- 1998: Due Madre – Zwei Mütter
- 1998: Jets – Život na hraně (Jets – Leben am Limit)
- 1998: Rosamunde Pilcher: Návrat do ráje (Rosamunde Pilcher: Rückkehr ins Paradies)
- 1998: Šimpanz Charly (Unser Charly (epizoda: Ferien im Traumhotel))
- 1999: Siska
- 1999: Wilder Kaiser (epizody: Hochzeit mit Hindernissen, Der Verdacht a Das Duell)
- 1999: Das Mädchen aus der Torte
- 1999: Pobřežní stráž (Küstenwache)
- 1999: Priester im Einsatz (epizoda: Due madri)
- 2000: Turbo (minisérie)
- 2000: Sedm dní v ráji (Sieben Tage im Paradies)
- 2001: Zvláštní jednotka, Lipsko (SOKO Leipzig (epizoda: Eine Liebe von Jan))
- 2001: Ahoj, Robbie! (Hallo Robbie! (epizoda: Kampf um Laura))
- 2001: Ctitel (Der Verehrer)
- 2001: Kobra 11
- 2002: SOKO 5113 (epizoda: La Divina)
- 2002: Zámecký hotel Orth (Schloss Orth (epizoda: Familienangelegenheiten))
- 2002: Ein himmlisches Weihnachtsgeschenk
- 2002: Nicht ohne meinen Anwalt
- 2002: Edel a Starcková (Edel & Starck (epizoda: Ein unmoralisches Angebot))
- 2002: Půjčím ti svého muže (Ich leih dir meinen Mann)
- 2002: Liebe ist ein Roman
- 2003: Pfarrer Braun (epizody: Der siebte Tempel a Das Skelett in den Dünen)
- 2003: Paradies in den Bergen
- 2003: Poldové z Rosenheimu (Die Rosenheim-Cops (epizoda: Ein Toter fällt vom Himmel))
- 2003: Namaluj si lásku (Die Farben der Liebe)
- 2004: Das Traumschiff (epizoda: Samoa)
- 2004: Ztracená minulost (Auf den Spuren der Vergangenheit)
- 2005: Der See der Träume
- 2005: Im Himmel schreibt man Liebe anders
- 2005: Lilly Schönauer – Die Stimme des Herzens
- 2006: Stadt, Land, Mord!
- 2006: Údolí Divokých růží (Im Tal der wilden Rosen (epizoda: Triumph der Liebe))
- 2006: Vaterherz
- 2007: Plavba snů (Kreuzfahrt ins Glück (epizoda: Hochzeitsreise nach Arizona))
- 2008: Speciální tým Kolín (SOKO Köln (epizoda: Der Pianist))
- 2008–2012: Šimpanz Charly (Unser Charly)
- 2011: Das Traumschiff (epizoda: Kambodscha)
- Od 2011: Rodina doktora Kleista (Familie Dr. Kleist)
- 2012: Poslední polda (Der letzte Bulle (epizoda: Ein echter Held))

## Divadlo
- Angažmá v
  - Schauspiel Frankfurt
  - Staatstheater Wuppertal
  - Wilhelma Theater Stuttgart
- 2012: EINE FAMILIE Vereinigte Bühnen Bozen – Regie Monika Steil

## Ocenění
- 2003 ocenění za herecký výkon – roli v krátkém filmu Kunstgriff, Mezinárodní filmový festival Badalona, Katalánsko, Španělsko (španělsky Festival Internacional de Filmets de Badalona)[1]